# Mäeküla (Põhja-Sakala)
Mäeküla is een plaats in de Estlandse gemeente Põhja-Sakala, provincie Viljandimaa. De plaats heeft de status van dorp (Estisch: küla).
Tot oktober 2005 hoorde Mäeküla bij de gemeente Olustvere, daarna tot in oktober 2017 bij de gemeente Suure-Jaani en sindsdien bij de fusiegemeente Põhja-Sakala.

## Bevolking
Het dorp had 31 inwoners op 31 december 2011 en 36 inwoners op 31 december 2021.

## Geschiedenis
Mäeküla werd voor het eerst genoemd in 1584 onder de naam Maicula, een dorp op het landgoed Wastemois (Vastemõisa), een kroondomein. In 1599 stond het dorp bekend als Maykula, in 1797 als Maekülla.